# NASCAR
NASCAR, acronim de la National Association for Stock Car Auto Racing, este o asociație care gestionează multiple evenimente sportive de curse auto. A fost fondată de Bill France, Sr. în 1948, și, în prezent (2015), CEO al companiei este nepotul său, Brian France.
NASCAR este principala organizație din sporturile cu motor destinate automobilelor de producție în serie. NASCAR gestionează peste 1.500 de curse, ce au loc în peste 100 de piste din 39 din cele 50 de state americane, precum și în Canada. Cele mai importante trei serii de curse sunt Sprint Cup Series, Xfinity Series și Camping World Truck Series. NASCAR a organizat și curse demonstrative pe Circuitul Suzuka și Twin Ring Motegi din Japonia, Autódromo Hermanos Rodríguez din Mexic și Calder Park Thunderdome din Australia.

„Daytona 500” 2015

Sediile oficiale principale ale NASCAR sunt situate în Daytona Beach, Florida, iar pe lângă acestea compania mai are patru oficii și în orașele Charlotte, Mooresville, Concord și Conover din Carolina de Nord. Oficii regionale mai sunt în New York City, Los Angeles și Bentonville, Arkansas, iar internaționale în Mexico City și Toronto.
Pe plan internațional, cursele NASCAR sunt difuzate în peste 150 de țări.